# 克麗奧佩脫拉·特婭
克麗奧佩脫拉·特婭·欧忒利亞（希臘語：Κλεοπάτρα Θεά，約前164年－前121年），簡稱為克麗奧佩脫拉·特婭。她是塞琉古帝國王后，前126年起為王國統治者，她的王室崇拜稱號特婭·欧忒利亞（Thea Eueteria）可能為「富饒女神」之意。克麗奧佩脫拉·特婭是最知名的塞琉古帝國王后，學者贝林格如此評價她是「一位法老的女兒，兩位公主的姐妹，三位丈夫的王后，四位國王的母親」。
她原是托勒密埃及公主，是托勒密六世與克麗奧佩脫拉二世的女兒。在前150年左右嫁到塞琉古宮廷，從从前150年到前126年期間先後為三任塞琉古國王亞歷山大一世、德米特里二世、安條克七世之王后。安條克七世戰死後，克麗奧佩脫拉·特婭與復位的德米特里二世疏遠，她以腓尼基的托勒邁斯為據點統領一部分腓尼基地區。前126年因首都安條克城暴動，德米特里兵敗南逃，克麗奧佩脫拉拒絕協助他，最終德米特里二世被殺。在德米特里二世去世后，她开始擔任塞琉古帝國攝政，她先後與兒子塞琉古五世、安條克八世共治，期間試圖以女王身份單獨統治但為期很短，她與兒子安條克八世共治直到前121年或前120年被殺為止。

## 早年和第一次婚姻
克麗奧佩脫拉·特婭在托勒密埃及的宮廷長大，她的父親是國王托勒密六世，母親是王后克麗奧佩脫拉二世，她大約在前164年左右出生。在父親與叔叔昔蘭尼國王托勒密八世在前154年爭奪賽普勒斯島統治權時，雙方的和解協訂中托勒密六世答應未來會把一位女兒嫁給托勒密八世，克麗奧佩脫拉·特婭可能就是這位公主。然而，在前150年父親為了與塞琉古王朝國王亞歷山大一世結盟，把她嫁給亞歷山大，成為塞琉古帝國王后。克麗奧佩脫拉·特婭的婚禮舉辦在亞歷山大一世新首都腓尼基的托勒邁斯，典禮相當盛大。為了慶祝雙方結合，亞歷山大還在腓尼基、巴勒斯坦地區發行特別的錢幣版本，正面為克麗奧佩脫拉·特婭在前，與亞歷山大一世肩並肩的側面像，錢幣充滿埃及式的風格，此舉可能是亞歷山大一世為了要凸顯自己與她的婚姻，來加強自己王室的合法性。另外還有一枚正面是克麗奧佩脫拉單獨的側面像，是以她的名義發行，這是塞琉古帝國第一位單獨以「巴西利莎」身份發行的錢幣。克麗奧佩脫拉·特婭可能長居於托勒邁斯，她代表著塞琉古國內的親托勒密黨派。克麗奧佩脫拉·特婭與亞歷山大一世在這段婚姻生下一位兒子安條克六世。

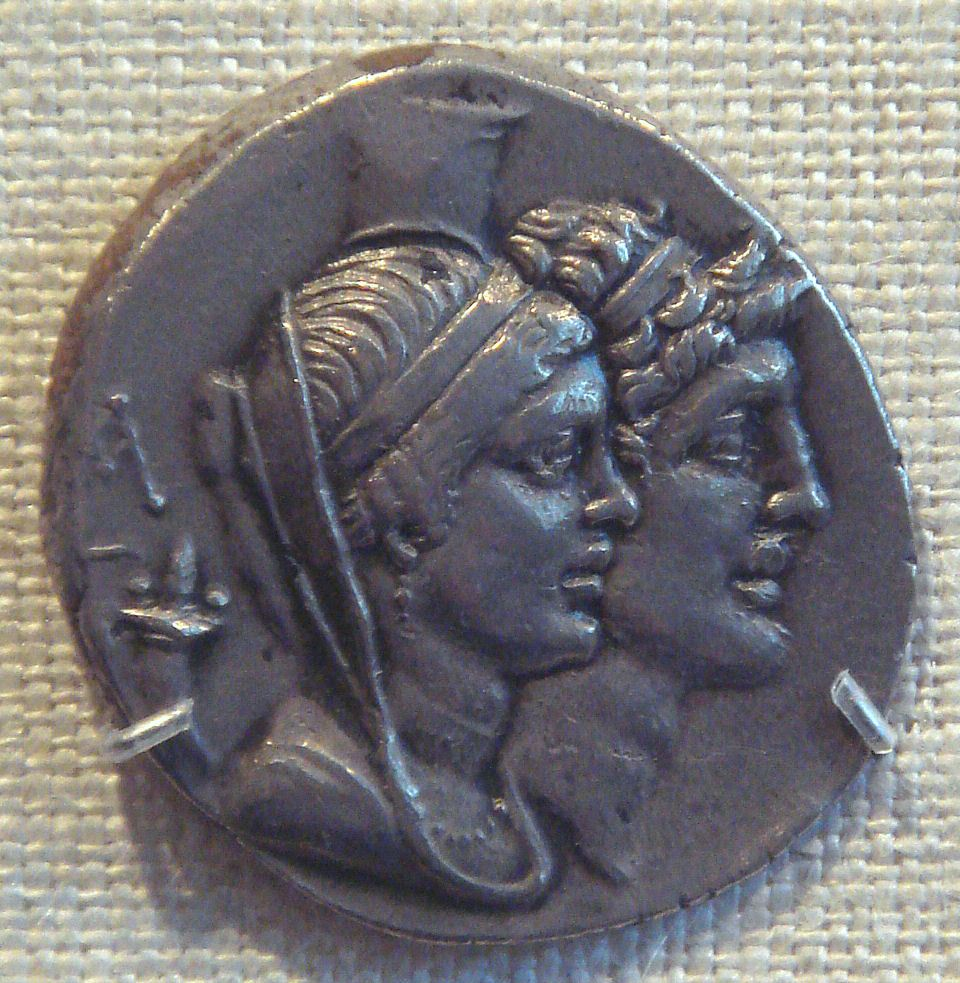
克麗奧佩脫拉·特婭和亞歷山大一世

亞歷山大因為治國無道，人民怨聲載道，前任國王之子德米特里二世在其他國家鼓舞和支持下發動內戰。前145年，托勒密埃及托勒密六世以亞歷山大盟友的名義，率領大軍進軍塞琉古帝國境內，順利奪取巴勒斯坦沿岸和腓尼基城市，並與克麗奧佩脫拉·特婭於托勒邁斯會合。當托勒密六世進軍至塞琉西亞·佩里亞（Seleucia Pieria），克麗奧佩脫拉·特婭此時也在父親的身邊，托勒密六世宣稱亞歷山大一世試圖謀殺自己，宣布斷絕與亞歷山大的同盟關係，並斷絕克麗奧佩脫拉的婚姻。托勒密六世轉手與德米特里二世結盟，願把女兒克麗奧佩脫拉·特婭嫁給他。
當托勒密六世奪下帝國首都安條克城，他對自己登上亞細亞國王這事開始反悔，決定擁立德米特里二世為王。德米特里來到安條克城被立為新的塞留古國王，並與克麗奧佩脫拉·特婭成婚。隨著亞歷山大一世和托勒密六世在奧諾帕魯斯河戰役後雙雙死去，德米特里二世成為塞琉古帝國唯一的統治者。

## 與德米特里二世
隨著托勒密六世去世，德米特里二世很快就撕毀當初與托勒密六世的協訂，並攻擊托勒密軍隊的軍隊，奪占他們的戰象，重新收回整個腓尼基和巴勒斯坦。克麗奧佩脫拉·特婭僅管還是他的妻子，育有塞琉古五世、勞迪絲、安條克八世等孩子，但她的地位和影響力都遠弱於國王，不同於亞歷山大時期的地位尊貴。在一份銘文中，德米特里二世為神化的托勒密六世雕像奉上獻禮，但其中沒有提到克麗奧佩脫拉的王室稱號，甚至連王后的頭銜「巴西利莎」都沒有提起。似乎這段第二次婚姻，克麗奧佩脫拉沒有行使過任何王后的權能，這在塞琉古帝國歷史中相當罕見。
隨著德米特里二世開始裁撤本國公民組成的部隊，並重用雇傭兵和猶太傭兵，首都安條克城希臘公民對國王的倒行逆施大為不滿，公民在首都爆發暴動，卻被德米特里二世的傭兵血洗鎮壓。前任國王亞歷山大一世的將領狄奧多特在前144年擁立亞歷山大與克麗奧佩脫拉·特婭所生的稚子安條克六世為王，再度爆發內戰。因首都安條克公民和希臘、馬其頓裔軍隊支持，安條克城落入狄奧多特之手，德米特里二世和克麗奧佩脫拉被迫退至另一座大城市塞琉西亞·佩里亞。隨著自己與前夫的兒子安條克六世的勢力逐漸擴大，此時克麗奧佩脫拉·特婭的地位顯為尷尬。學者莫妮卡·达戈斯蒂尼認為克麗奧佩脫拉在第二段婚姻的地位不似傳統的王后，地位更像是親近國王的女子而已。
年幼的安條克六世在前142年離奇病逝，他的攝政狄奧多特自立為王並改名為特里豐，特里豐此時的勢力仍牢牢控制首都安條克城。德米特里二世后來在前139年春季率大軍出征，對抗進犯美索不達米亞的安息帝國軍隊。他留下一些夥友留守各地繼續對抗狄奧多特的軍隊，其中克麗奧佩脫拉就與將軍艾斯刻戎（Aischron）留守塞琉西亞·佩里亞城。前138年夏季德米特里二世的遠征軍遭到大敗，他自己也被安息國王米特里達梯一世所俘虜，還被迫娶了一位安息公主羅多古娜為妻。

## 與安條克七世
趁著德米特里二世被俘的機會，敵對的特里豐開始擴張勢力，德米特里二世的夥友們連忙擁立王弟安條克七世為王，但此舉並沒有受到國內廣泛的認可。僅管克麗奧佩脫拉·特婭之前地位不高，但她的王后「巴西利莎」身份現在是塞留古王室的合法性象徵，在德米特里二世的夥友們強烈建議下，她與安條克七世結婚成為安條克七世的王后。從這段婚姻開始克麗奧佩脫拉不僅開始使用王后的職能，她還是塞琉古帝國中第一位使用王室崇拜稱號的王后。關於她的王室崇拜稱號有幾種可能，其一是特婭·欧忒利亞（Thea Eueteria）可能是兩個崇拜稱號組合而成，特婭為「女神」，對應著德米特里二世的稱號「神」（Theos），欧忒利亞為「多饒者」來對應安條克七世稱號的「多善者」（Euergetes），在這種模式下如托勒密埃及一樣，國王和王后的稱號是互相對應的。另外一種可能是特婭·欧忒利亞需連讀，即代表「富饒女神」之意，這樣與腓尼基人當地所崇拜的豐饒和愛的女神阿斯塔蒂有所對應。在希臘化時代的希臘多神信仰中阿斯塔蒂又可被視為阿芙蘿黛蒂，而希臘化王權中的王后又常與阿芙蘿黛蒂有所連結。
安條克七世透過與克麗奧佩脫拉·特婭的婚姻，成功提升合法性認同，也成功接收原屬於德米特里二世的廷臣與軍隊的效忠。兩人穩定行使塞琉古帝國傳統的國王與王后的王權職能，但有趣的是安條克似乎沒有發行過他與妻子克麗奧佩脫拉並肩的錢幣。在安條克成功擊敗特里豐和征服猶太人，再度使帝國統一。前130年左右安條克七世率領大軍準備收復失陷的美索不達米亞地區，他成功奪回巴比倫尼亞和塞琉西亞。承受安條克七世軍威的安息國王弗拉特斯二世倍感壓力，決定釋放德米特里回國，意圖讓這對兄弟爆發內戰來阻止安條克七世進軍。然而安條克不久在米底亞遭到安息帝國軍隊的突襲，兵敗自殺。克麗奧佩脫拉與德米特里所生的兒子塞琉古、與德米特里所生的女兒勞迪絲，隨軍出征也因此被俘虜。

## 德米特里二世復位
安條克七世死後德米特里二世回到國內，準備重新登上王位，他很快獲得大馬士革、泰爾、腓尼基的托勒邁斯、塞琉西亞等大城市認可為新王，這些城市都開始為德米特里發行他的錢幣。然而首都安條克城和敘利亞的希臘城市受克麗奧佩脫拉·特婭影響，起初並未立即向德米特里宣誓效忠，反而在安條克城擁立安條克七世之長子安條克為新的國王，但這位小國王很快就因病而死。眼看德米特里復位不可避免，克麗奧佩脫拉·特婭，只得把自己與安條克七世的另一個孩子安條克九世送到國外的基齊庫斯，以免之後受到德米特里二世的毒手。很快地安條克城便落入德米特里二世之手，在德米特里二世復位這段時期，克麗奧佩脫拉·特婭的地位不是很確定，因為現代學者們不確定當初德米特里被俘後她們倆有沒有離婚，甚至與安條克七世的婚姻是不是顯示當時克麗奧佩脫拉有兩位丈夫。無論如何，此時安條克城的克麗奧佩脫拉和德米特里二世的兩人關係可能很不融洽，原先克麗奧佩脫拉就曾怨恨德米特里二世娶了安息公主羅多古娜，而德米特里二世後來還納了一位情婦名為阿帕瑪，並誕有一子塞琉古。

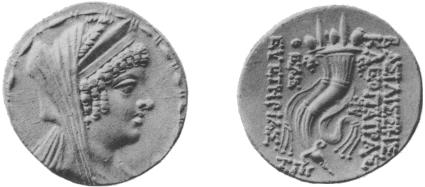
克麗奧佩脫拉·特婭的錢幣，她的頭式為螺旋狀髮結，可能象徵埃及伊西斯女神。她頭戴薄紗，頭繫希臘女性頭環斯泰發耐（stephane）。
錢幣背面用希臘銘文寫著ΒΑΣΙΛΙΣΣΗΣ ΚΛΕΟΠΑΤΡΑΣ ΘΕΑΣ ΕΥΕΤΗΡΙΑΣ，即「女王克麗奧佩脫拉·富饒女神的」之意，用希臘符號ΖΠΡ表示187，代表塞琉古紀年187年，為公元前126/125年之間。

此時克麗奧佩脫拉·特婭的母親埃及女王克麗奧佩脫拉二世因與托勒密八世內戰失利，前128年她向德米特里二世求援，並承諾會把埃及國王之位給他。前128年春季德米特里二世欣喜答應並動員大軍親自率軍入侵埃及，這激起反戰的國人怨怒，趁著國王率軍出征，首都安條克城等諸城正式發起反叛，並迎來亞歷山大二世成為新的國王，引發新的一輪塞琉古內戰。克麗奧佩脫拉連忙讓其子安條克八世前往雅典避難，自己則與其他孩子撤到腓尼基的托勒邁斯去。

## 共治女王
帝國剛在東方損兵折將失去大量領土，又爆發新一輪塞琉古帝國內戰，進一步傷害王室威望。一些原本臣服於帝國的屬國勢力紛紛自立，如猶太哈斯蒙尼王朝的海卡努斯，也有一些城邦成為高度自治狀態，使帝國威望降至低點。德米特里二世在埃及邊境失利，回軍與亞歷山大二世交戰也慘遭大敗，他逃向腓尼基的托勒邁斯去尋求克麗奧佩脫拉的幫助，也遭到緊閉城門拒絕。德米特里只得轉向往泰爾城逃去，在那裡被殺身亡，古羅馬歷史學家阿庇安認為德米特里二世在泰爾之死與克麗奧佩脫拉·特婭策劃有關。學者罗杰斯認為克麗奧佩脫拉可能用允許自治獨立的條件來誘使泰爾城拒絕德米特里的庇護，但另一派學者如格兰杰則認為責任不應在她，克麗奧佩脫拉若想殺了德米特里其實可以在托勒邁斯時動手即可，故泰爾人的決策是獨立的。
德米特里去世後，克麗奧佩脫拉僅能控制腓尼基一帶的區域，她的兒子塞琉古五世在沒有克麗奧佩脫拉的許可下，自行宣布為新的國王。可能擔心塞琉古五世會幫父親德米特里復仇，他很快就被克麗奧佩脫拉用弓箭射死。克麗奧佩脫拉她曾在前126年於托勒邁斯單獨發行自己的錢幣，錢幣顯示濃濃的托勒密埃及風格，錢幣背面是一對豐裕之角，該樣式與埃及共治女王阿爾西諾伊二世單獨發行的錢幣很相似，克麗奧佩脫拉她的髮型也與埃及伊西斯女神有所聯結。這可能是克麗奧佩脫拉試圖以女王身分來進行單獨統治，對於這觀點在學術界有諸多討論，她的行為可能受到托勒密埃及王權影響。很明顯克麗奧佩脫拉此舉不被國人所接受，加上諸多城市倒向亞歷山大二世，她需要一位合格的王室男子繼位國王來加強正統性，最後她擁立自己的孩子安條克八世為王，與自己一同共治。克麗奧佩脫拉隨後發行錢幣，正面為克麗奧佩脫拉和安條克併肩，母親在前兒子在後，象徵克麗奧佩脫拉是安條克的攝政。

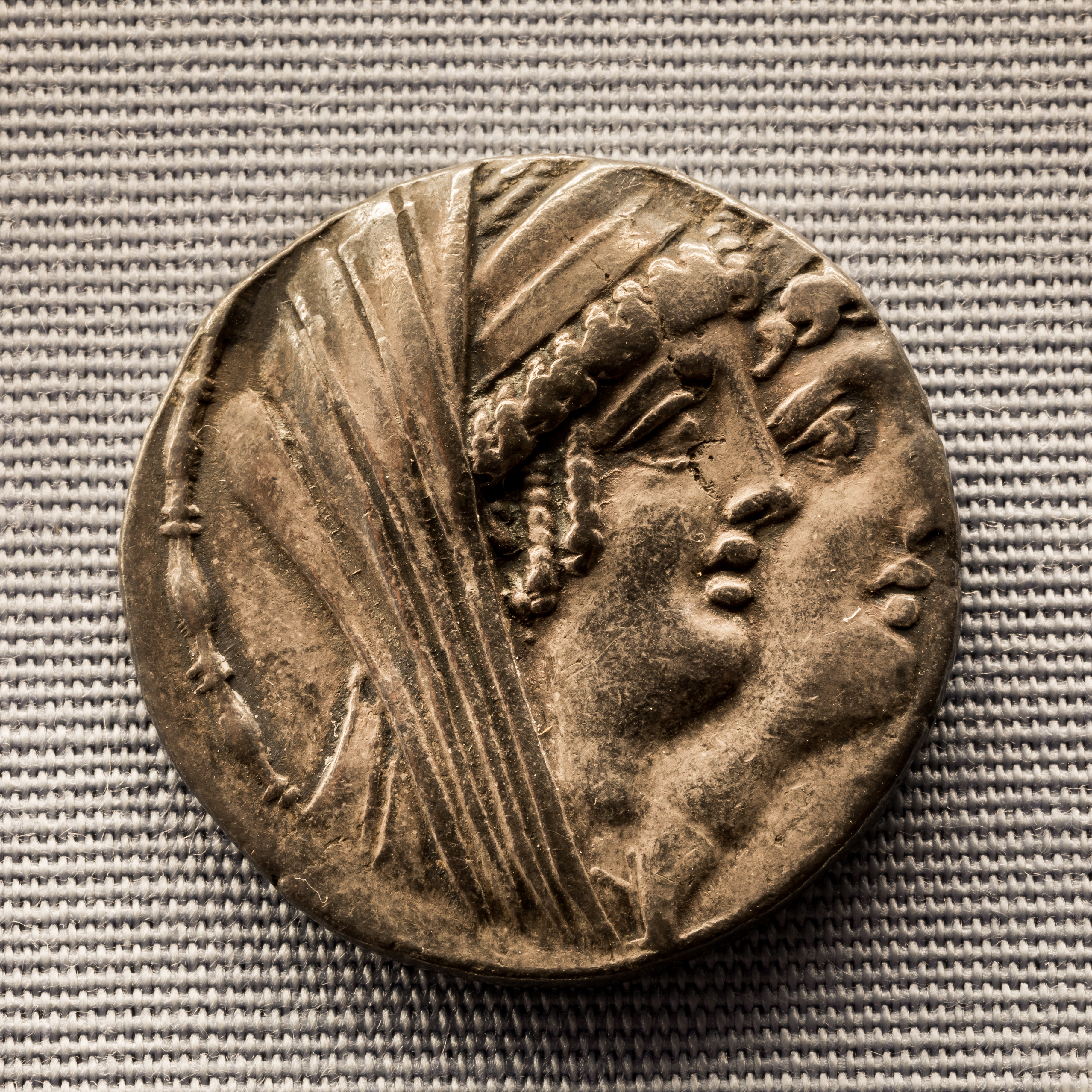
克麗奧佩脫拉·特婭和安條克八世的四德拉克馬錢幣，她在兩人之中居於首位。
錢幣背面用希臘銘文寫著ΒΑΣΙΛΙΣΣΗΣ ΚΛΕΟΠΑΤΡΑΣ ΘΕΑΣ ΚΑΙ ΒΑΣΙΛΕΩΣ ΑΝΤΙΟΧΟΥ，即「女王克麗奧佩脫拉·女神，和國王安條克的」之意。

隨著德米特里二世之死，埃及托勒密八世停止對亞歷山大二世的援助，這讓亞歷山大二世沒有足夠力量擊敗克麗奧佩脫拉和安條克八世完成國家統一。前124年，克麗奧佩脫拉與埃及托勒密八世達成和解，讓安條克八世與埃及公主特里菲娜結婚。埃及托勒密八世不僅開始大力扶持安條八世，還借大量兵力給他，並幫忙安條克招攬人心。在埃及托勒密八世的幫助下，安條克在前122年擊敗內戰另外一個對手亞歷山大二世，成功奪取了敘利亞、奇里乞亞地區結束了內戰，安條克八世因此威望高漲。
前121年，根據古羅馬查士丁的記載克麗奧佩脫拉·特婭忌妒兒子的成就，她企圖毒殺自己的兒子，可能好讓另外一位年幼的兒子安條克九世繼位來總覽大權。當克麗奧佩脫拉把毒酒遞給安條克八世時，安條克八世早已發覺了她的陰謀，他以敬母為由請她先喝，克麗奧佩脫拉對此自然拒絕
。安條克當場公佈她的企圖，強迫母親喝下她自己安排的毒藥，就此毒發身亡。安條克八世成功鞏固權位並讓國家安穩了一段時間，然而克麗奧佩脫拉·特婭之死導致她的子嗣之間幾年後再度開始會因爭奪王位而自相殘殺，內戰進一步削弱塞琉古帝國殘餘的國力。

## 子女
古代羅馬歷史學家優西比烏提到克麗奧佩脫拉·特婭與安條克七世育有五個孩子，但現代一些學者認為其中可能與第二任丈夫德米特里二世的孩子有所重複，因希臘化時代當一位新國王接替其兄長的王位時，經常會娶前任王后為妻，並收養他的孩子，如安條克四世繼位後收養了兄長塞琉古四世之子安條克，又如馬其頓安提柯三世繼位後收養了年幼的腓力五世為繼子，來確保王位傳遞。因此前129年的被安息俘虜的塞琉古與前夫之子塞琉古五世可能是同一位，而前129年被安息俘虜的前夫之女勞迪絲可能與是安條克七世兩位女兒之中某一位勞迪絲，甚至前128年單獨繼位的小國王安條克實際上也是身世模糊，他可能是安條克七世長子安條克，也可能是提早即位的安條克八世，或者是改名後的塞琉古五世，實際上關於克麗奧佩脫拉·特婭的孩子們之間關係尚未在學術界有明確定論。優西比烏提到安條克七世的兩個女兒和安條克都因疾病而並病逝，塞琉古曾被安息人俘虜，僅剩安條克九世活了下來。
與亞歷山大一世：
- 安條克六世

與德米特里二世：
- 塞琉古五世
- 勞迪絲?
- 安條克八世

與安條克七世：
- 勞迪絲
- 勞迪絲
- 安條克
- 塞琉古?
- 安條克九世

## 注腳
1. ↑  Bellinger, Alfred. THE END OF THE SELEUCIDS ,1949 ,第58頁
2. ↑  阿庇安 Syr_68,b;
3. ↑  Aidan Dodson, Dyan Hilton, The Complete Royal Families of Ancient Egypt, 2004
4. ↑  Cleopatra Thea （页面存档备份，存于） by Chris Bennett
5. ↑  波利比烏斯 39.7.6
6. ↑  馬加比一書 10.48-10.58
7. ↑  Dodd, Rebecca，2009，第101頁
8. ↑  Monica D'Agostini 第45頁
9. ↑  Dodd, Rebecca，2009，第207頁
10. ↑  Dodd, Rebecca，2009，第208頁
11. ↑  Monica D'Agostini 第47頁
12. ↑  Monica D'Agostini 第51頁
13. 1 2  馬加比一書 11.1-11.19
14. ↑  Monica D'Agostini 第50頁
15. ↑  Ogden Daniel ,1999 第148頁
16. ↑  李維 Periochae 52.11
17. ↑  Monica D'Agostini 第52頁
18. ↑  约翰·D·格兰杰，2016，第79頁
19. ↑  莫妮卡·达戈斯蒂尼，第54頁
20. ↑  奥利弗·D·胡佛，2007，第85頁
21. ↑  阿庇安，Syr. 11.67
22. ↑  Ogden Daniel，1999， 第149頁
23. ↑  弗拉維奧·約瑟夫斯，AJ_13'220-222;
24. ↑  Supplementum Epigraphicum Graecum: 19.504
25. ↑  莫妮卡·达戈斯蒂尼，第55頁
26. ↑  Dodd, Rebecca，2009，第209頁
27. 1 2  阿庇安，Syr. 11.68
28. ↑  阿特納奧斯，The Deipnosophists. 10.53
29. 1 2  Ogden Daniel，1999， 第150頁
30. ↑  John D. Grainger，2016，第116頁
31. ↑  John D. Grainger，2016，第117頁
32. ↑  Dodd, Rebecca，2009，第206頁
33. ↑  John of Antioch FHG IV 561.
34. ↑  John D. Grainger，2016，第119頁
35. ↑  Oliver Hoover，2007. 第116頁
36. 1 2 3 4 5  優西比烏，《編年史》257 （页面存档备份，存于）
37. ↑  John D. Grainger，2016，第122頁
38. ↑  John D. Grainger，2016，第124頁
39. ↑  John D. Grainger，2016，第126頁
40. 1 2  Dodd, Rebecca，2009，第43頁
41. ↑  John D. Grainger，2016，第129頁
42. ↑  John D. Grainger，2016，第130頁
43. ↑  阿庇安，Syr. 11.69
44. ↑  Dodd, Rebecca，2009，第210頁
45. ↑  Dodd, Rebecca，2009，第169頁
46. ↑  Chrubasik Boris，2016，第156頁
47. ↑  John D. Grainger，2016，第131頁
48. ↑  查士丁，39.2
49. ↑  西西里的狄奧多羅斯，34.28
50. ↑  Oliver D. Hoover，2007，第125頁
51. ↑  Dodd, Rebecca，2009，第113頁
52. ↑  查士丁，39.27–28
53. ↑   Ogden Daniel，1999， 第151頁
54. ↑  Brett Bartlett ，'The Fate of Kleopatra Tryphaina, or: Poetic Justice in Justin' in Seleukid Royal Women, edited by A. Coskun and A McAuley. Stuttgart: Franz Steiner Verlag 2016, 175-190
55. ↑  John D. Grainger，1997，第48頁
56. ↑  Oliver D. Hoover，2007，第121頁
57. ↑  Dodd, Rebecca，2009，第50頁